# Hudson Theatres (Los Angeles)
Denna artikeln handlar om Hudson Theatres i Los Angeles, Kalifornien. För den nedlagda Broadwayteatern, se Hudson Theatre.
Hudson Theatres är en teater i Los Angeles, Kalifornien i USA.
Teatern grundades 1991 av Elizabeth Reilly, och har blivit en ansedd teater för sina konstnärliga föreställningar, med hundratals vunna priser och nomineringar från LA Weekly, Los Angeles Drama Critic’s Circle, Ovations, NAACP, GLAADMEDIA och Drama-Logue. Noterbart är att Hudson Theatres år 1992 tog emot LADCC:s pris för upprättandet av ett nytt, sprudlande teaterdistrikt i Hollywood genom bildandet av Theatre Row Hollywood. Samma år presenterade Lily Tomlin Charlie-priset som gavs till Hudson Theatres av Hollywood Arts Council för all deras "förtjänstfulla insatser för Hollywood." Under 2004 fick teatern beröm för sin insats till Theatre Row Hollywood av både California State Assembly såväl som av själva staden Los Angeles.

## Statistik
Hudson Theatres inrymmer tre scener samt en espressobar. De två största scenerna är Hudson Mainstage Theatre och Hudson Backstage Theatre, med 99 platser vardera. Hudson Backstage Theatre är också scen för Comedy Central Stage. Den tredje och minsta scenen är Hudson Guild Theatre, med 42 platser.